# Timothée Ier de Jérusalem
 (mai 2018).
Si vous disposez d'ouvrages ou d'articles de référence ou si vous connaissez des sites web de qualité traitant du thème abordé ici, merci de compléter l'article en donnant les références utiles à sa vérifiabilité et en les liant à la section « Notes et références ».
Timothée Ier (en grec : Tιμόθεος A), né Pythagoras Themelis (en grec : Πυθαγόρας Θέμελης), naissance à Samos en 1878 - mort à Jérusalem en 1955, fut patriarche orthodoxe de Jérusalem du 22 juillet 1935 au 31 décembre 1955, le cent-trente septième depuis Jacques le Juste. 